# جيري سانت كلير
جيري سانت كلير (بالإنجليزية: Gairy St. Clair)‏ مواليد 2 فبراير 1975 في جورج تاون، هو ملاكم أسترالي يصنف ضمن فئة الوزن الخفيف. حقق بطولة الاتحاد الدولي للملاكمة.

## إحصائيات
خاض خلال مسيرته 60 نزالا، فاز في 46 وتعادل في 2 وخسر في 12. فاز بالضربة القاضية في 18 نزالا.

## روابط خارجية
- جيري سانت كلير على موقع بوكس ريك (الإنجليزية) (registration required)
- جيري سانت كلير على موقع اتحاد ألعاب الكومنولث (مؤرشف) (الإنجليزية)